# Śikhin Buddha
Secondo il Buddhavamsa e la mitologia buddista,  Śikhin  (in sanscrito; Sikhī  in pāli) è il ventitreesimo di ventotto Buddha. Il penultimo Buddha dell'Alamkarakalpa (Adorned Eon), Sikhī è stato preceduto da Vipassī Buddha e succeduto da Vessabhū Buddha. È anche considerato il secondo dei Sette Buddha del passato. 

## Etimologia
Si chiamava Sikhī perché il suo unhisa (turbante) sembrava un sikha (fiamma).

## Biografia
Secondo il Buddhavamsa e la tradizionale leggenda buddista, Śikhin visse 31 kalpa - molti milioni di anni - prima dell'era corrente. Nacque ad Aruṇavatī, che si trova nel distretto di Dhule nel Maharashtra, nell'odierna India. La sua famiglia era del varna kshatriya, che costituiva l'élite dominante e militare del periodo vedico. Suo padre era Aruṇa, capo guerriero, e sua madre era Pabhāvatī. Sua moglie era Sabbakama e aveva un figlio di nome Atula. 
Śikhin visse nei palazzi di Sucanda, Giri e Vāhana per 7000 giorni (7000 anni secondo le leggende) fino a quando rinunciò alla sua vita mondana, cavalcando fuori dal palazzo su un elefante. Praticò l'ascetismo per otto mesi prima di raggiungere l'illuminazione sotto un albero di pundarika. Poco prima di raggiungere lo stato di buddha, accettò una scodella di riso al latte dalla figlia di Piyadassī (un sethi della città di Sudassana Nigama), e si sedette su una seduta d'erba preparata da Anomadassi, un asceta Ājīvika. 
Le fonti differiscono sulla durata della vita di Śikhin. Viene riportato che sia morto a Dussarama (o Assarama), da qualche parte vicino al fiume Silavati, all'età di 37.000 o 70.000 giorni.

## Caratteristiche fisiche
Il Sikhī era alto 37 cubiti, approssimativamente uguale a 17 metri  . Il suo corpo irradiava luce per una distanza di tre leghe, che è approssimativamente uguale a 14 km.

## Insegnamenti
Sikhī predicò il suo primo sermone nel Parco Migachira a 100.000 discepoli, il suo secondo sermone a 80.000 discepoli e il suo terzo sermone a 70.000 discepoli.
Diede dimostrazione del suo miracolo dei gemelli in un posto vicino a Suriyavati sotto un albero di champaka. Abhibhu e Sambhava erano i suoi principali discepoli monaci; e Akhila (o Makhila) e Paduma furono le sue principali discepole. Il suo assistente principale era Khemankara. Sirivaddha e Chanda (o Nanda) erano i suoi principali protettori maschili; e Chitta e Sugutta erano le donne principali.